# Sesuvium mesembryanthemoides
Sesuvium mesembryanthemoides är en isörtsväxtart som beskrevs av Heinrich Wawra och Peyritsch. Sesuvium mesembryanthemoides ingår i släktet Sesuvium och familjen isörtsväxter. Inga underarter finns listade i Catalogue of Life.